# Orton, Eden
Orton är en by (village) och en civil parish i Cumbria i nordvästra England. Orten har 594 invånare (2001).